# Großenrade
Großenrade là một đô thị thuộc huyện Dithmarschen, trong bang Schleswig-Holstein, nước Đức. Đô thị Großenrade có diện tích 10,4 km², dân số thời điểm 31 tháng 12 năm 2006 là 522 người.